# William Unek
William Unek (c. 1929 - 21 de febrero de 1957) fue un agente de policía, asesino en masa y asesino itinerante de Uganda, que mató a un total de 57 personas en dos masacres separadas con tres años de diferencia.

## Asesinatos
La primera oleada de asesinatos de Unek ocurrió cerca de Mahagi, Congo Belga, el 1 de enero de 1954, donde mató a 21 personas con un hacha en una hora y media, antes de escapar y finalmente terminar en el territorio británico de Tanganica. El motivo nunca fue determinado.
Aparentemente debido a malentendidos sociales no especificados con su jefe, Unek emprendió un segundo ataque que comenzó en las primeras horas del 11 de febrero de 1957. Armado con un rifle Lee-Enfield policial robado, 50 cartuchos y un hacha, comenzó a matar gente en el área de Malampaka, un pueblo a unas 40 millas (64 km) al sureste de Mwanza.
En doce horas, Unek mató a tiros a diez hombres, ocho mujeres y ocho niños, asesinó a cinco hombres más con un hacha, apuñaló a otro, quemó vivos a dos mujeres y un niño y estranguló a una chica de 15 años, matando así a un total de 36 personas. Luego se quitó el uniforme de policía y se puso ropa robada a una de sus víctimas y huyó. Según los informes, entre los muertos se encontraba su esposa, a quien mató en su cabaña antes de prenderle fuego,así como la esposa de un sargento de policía.

## Caza y muerte
Durante nueve días, Unek fue buscado por miembros de la tribu Wasukuma, la policía, y finalmente, una compañía de los King's African Rifles en la mayor cacería humana en Tanganica hasta ese momento.
A pesar de la extensa operación de búsqueda, que incluyó perros y aviones, y una recompensa publicada de 350 dólares,Unek eludió a sus perseguidores hasta que finalmente apareció en la casa de Iyumbu ben Ikumbu, que vivía a sólo 2 millas (3,2 km) de Malampaka, en busca de comida. Cuando Iyumbu denunció el incidente a la policía, le pidieron que se quedara con Unek y les avisara en caso de que el asesino volviera a su casa. Unek, todavía armado, reapareció alrededor de la 1:00 a. m. del día siguiente. Iyumbu envió a su esposa a la policía, le dio comida a Unek y conversó con él durante casi dos horas hasta que llegó la ayuda. En ese momento, Iyumbu salió corriendo de su casa y un superintendente de policía arrojó una bomba de humo, prendiendo fuego a la casa. Unek, gravemente herido cuando intentaba evadir la captura, sucumbió posteriormente a sus heridas en el hospital de Mwanza. Iyumbu recibió más tarde una recompensa financiera de £125, así como la Medalla del Imperio Británico por su valentía que condujo a la captura por parte del alguacil.

## Consecuencias
Como respuesta a los asesinatos, se creó un fondo para ayudar a los descendientes de los asesinados  y se construyó una clínica de maternidad como monumento en memoria de las víctimas de Unek.
Su masacre de 1957 fue el tiroteo masivo más mortífero de la historia hasta el incidente de Woo Bum-kon de 1982.